# Араміль
Арамі́ль (рос. Арамиль) — місто, центр Арамільського міського округу Свердловської області.

## Населення
Населення — 14224 особи (2010, 15076 у 2002).

## Економіка
Залізнична станція, суконна фабрика, завод пластмас.

## Пам'ятки
- Корпуси Арамільскій полотняною фабрики (1840).
- Обеліск в пам'ять про героїв Громадянської і Великої Вітчизняної воєн;
- Старовинний міст через річку Арамілку.
- Дитяча школа мистецтв м. Араміль (одна з найстаріших будівель в місті)
- Шишкін парк (зона відпочинку)
- Аеродром Уктус
- Пам'ятник Шинелі (відкритий в 2013 році)
- Парк оповідей (тематичний парк присвячений: уральським казкам, російській казці і традиційним Уральської культурі. Відкрито 15.12.2015 р (зона туризму, екскурсій і відпочинку).
- Етнографічний центр «Арамільскій слобода». Реконструйований Арамільскій острог - Козачий музей: хата житлова, хата військова, подвір'я з тваринами, оглядова вежа з гарматою, парк, дитячий майданчик. Відкрито в грудні 2017 р